# Cecil Boden Kloss
Pour les articles homonymes, voir Boden (homonymie).
Cecil Boden Kloss (28 mars 1877 - 19 août 1949) est un ornithologue et un zoologiste britannique.

## Quelques taxons décrits

### Mammifères
- Aeromys Robinson et Kloss, 1915 - genre de rongeurs de la famille des Sciuridae
- Rattus argentiventer (Robinson & Kloss, 1916) - rongeur de la famille des Muridae
- Hylomys parvus Robinson & Kloss, 1916 - insectivore de la famille des Erinaceidae
- Mus crociduroides (Robinson & Kloss, 1916) - rongeur de la famille des Muridae

### Autres
- Megalaima annamensis (Robinson & Kloss, 1919)
- Cutia legalleni Robinson & Kloss, 1919 - passereau de la famille des Leiothrichidae
- Coluber jansenii (nec Gonyosoma jansenii Bleeker, 1858) - Robinson & Kloss, 1920 - serpent de la famille de Colubridae, synonyme de Gonyosoma oxycephalum